# Feller (Basketballspielerin)
Feller (Vorname unbekannt) ist eine ehemalige Schweizer Basketballspielerin.

## Karriere
Feller stand bei der dritten Europameisterschaft 1952 im sowjetischen Moskau im Kader der Schweizer Basketballnationalmannschaft der Damen. In den Spielen gegen Polen (22:40), die DDR (53:8), die Sowjetunion (12:104), Österreich (34:25) und Frankreich (31:46) kam die Schweizerin nicht zum Einsatz.